# Uradiophora cuenoti
Uradiophora cuenoti is een soort in de taxonomische indeling van de Myzozoa, een stam van microscopische parasitaire dieren. Het organisme komt uit het geslacht Uradiophora en behoort tot de familie Uradiophoridae. Uradiophora cuenoti werd in 1911 ontdekt door Mercier.